# 巴邊基
50°5′39″N 35°37′5″E / 50.09417°N 35.61806°E
巴本基（烏克蘭語：Бабенки）是位於烏克蘭東部的村莊，由哈爾科夫州博霍杜希夫區的博霍杜希夫市鎮負責管轄。該村始建於1824年，面積1.87平方公里，海拔高度167米，2001年人口75，人口密度每平方公里40人。